# Ankai
Ankai (kinesiska: 安凯) är en socken i sydöstra Kina. Den ligger i Lianjiang härad i provinshuvudstaden Fuzhou i provinsen Fujian, omkring 61 kilometer nordost om centrala Fuzhou. Antalet invånare är 14 296. Befolkningen består av 6 748 kvinnor och 7 548 män. Barn under 15 år utgör 18,0 %, vuxna 15-64 år 72 %, och äldre över 65 år 8,0 %.